# Задеган, Некар
Некар Задеган (англ. Necar Zadegan, (نکار زادگان), род. 20 июня 1981) — американская актриса и фотомодель.

## Жизнь и карьера
Некар Задеган родилась в иранской семье в Хайдельберге, Германия и выросла в Сан-Франциско, Калифорния. После окончания средней школы она поступила в Калифорнийский университет в Санта-Барбаре, который позже окончила со степенью бакалавра в области литературы. Задеган свободно говорит на персидском, французском и немецком языках, она также изучала испанский, арабский и иврит.
Некар Задеган начала свою карьеру как фотомодель, и одновременно появлялась на телевидении, в эпизодах таких сериалов как «Части тела», «Морская полиция: Спецотдел», «Отряд «Антитеррор»», «Как я встретил вашу маму», «Остаться в живых», «Щит» и «C.S.I.: Место преступления Майами». На большом экране она снялась в нескольких независимых фильмах, а также сыграла роль жены Майкла Шина в картине «Немыслимое» и в 2010 году исполнила главную роль в драме «Елена — свободная», рассказывающей об отношениях двух лесбиянок.
В 2010 году Задеган получила роль Далии Хасан, первой леди, позже занявшей пост президента одной из стран на Ближнем Востоке, в восьмом и финальном сезоне телесериала «24 часа». После у неё была периодическая роль в сериале «Событие» и гостевые роли в сериалах «Под прикрытием», «Одаренный человек», «Закон Хэрри» и «Особо тяжкие преступления». В 2012 году она получила одну из главных ролей в медицинском телесериале «Доктор Эмили Оуэнс», который был закрыт после одного сезона. Затем она снялась в ещё одном провальном сериале, «Рейк», а после получила роль в сериале «Руководство подруг к разводу».

## Избранная фильмография
- 2008 — Остаться в живых / Lost — переводчица
- 2009 — Немыслимое / Unthinkable
- 2010 — Елена — свободная / Elena Undone
- 2010 — 24 часа / 24
- 2010—2011 — Событие / The Event
- 2012 — Глава денатурата / Meth Head
- 2012 — Доктор Эмили Оуэнс / Emily Owens, M.D
- 2014 — Рейк / Rake
- 2014 — Руководство подруг к разводу / Girlfriends’ Guide to Divorce